# 霍山黄芽

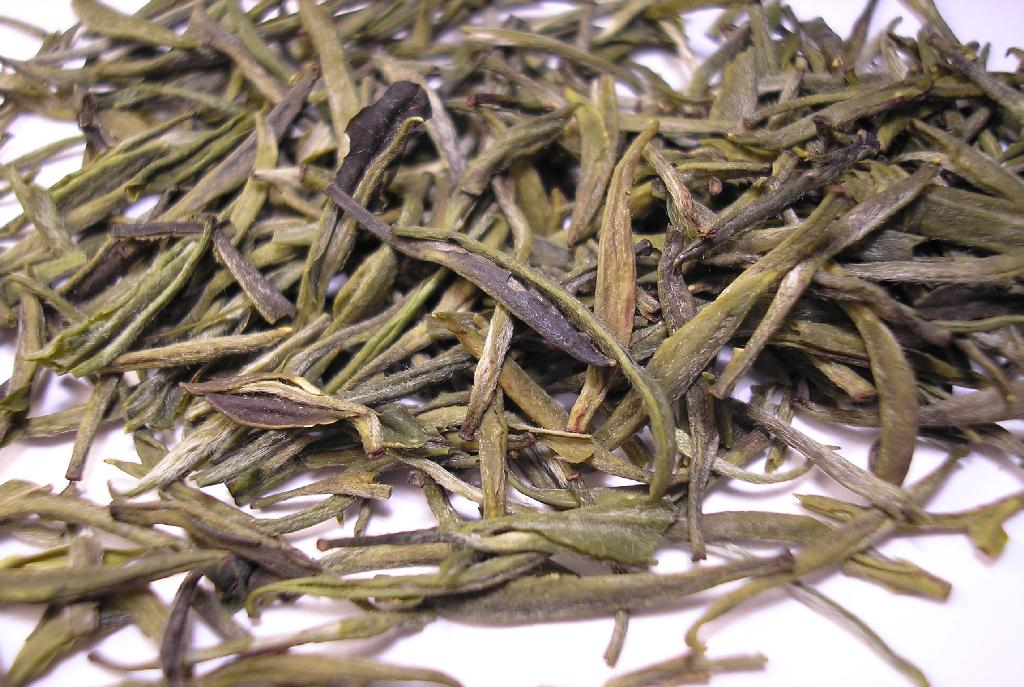
茶葉

霍山黄芽 (かくざんこうが、簡体中国語: 霍山黄芽; 繁体中国語: 霍山黃芽; 拼音: huòshān huángyá [xwɔ̂.ʂán xwɑ̌ŋ.jǎ]) とは、中華人民共和国安徽省霍山県を産地とする黄茶である。中国皇帝への献上茶であり、明代にまで遡る。乾燥した茶葉には光沢のある外観を呈しており、黄山毛峰と酷似している。この茶は普通4月上旬に収穫され、一芽一葉、または一芽二葉の未開葉のみが摘まれる。蒸らすと、非常に甘いナッツのような風味と、独特の緑黄色を有するようになる。殆どの芽茶と同様、茶の色と香りは微かなものである。